# Fietsen door de Heide

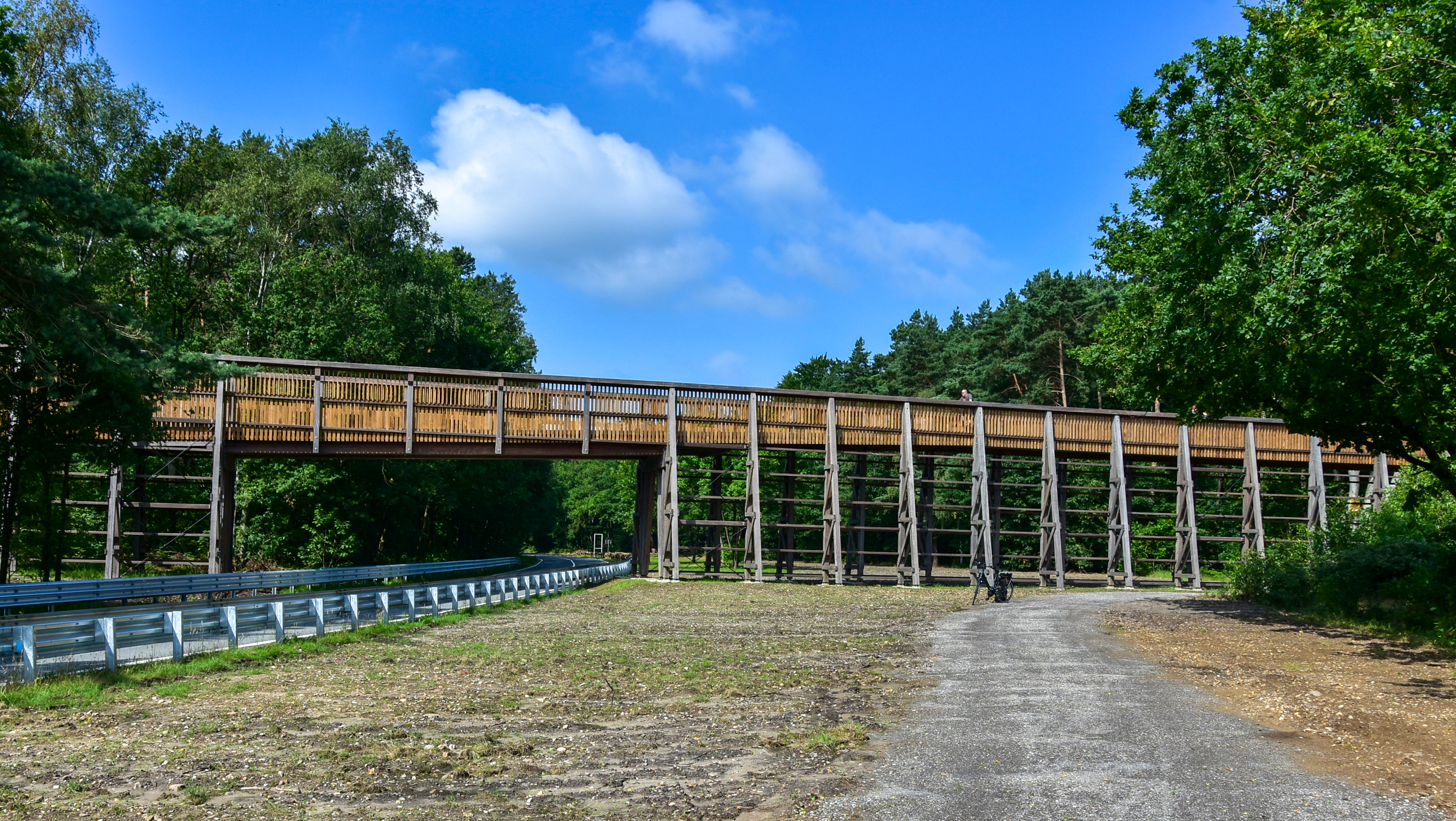
Fietsbrug van

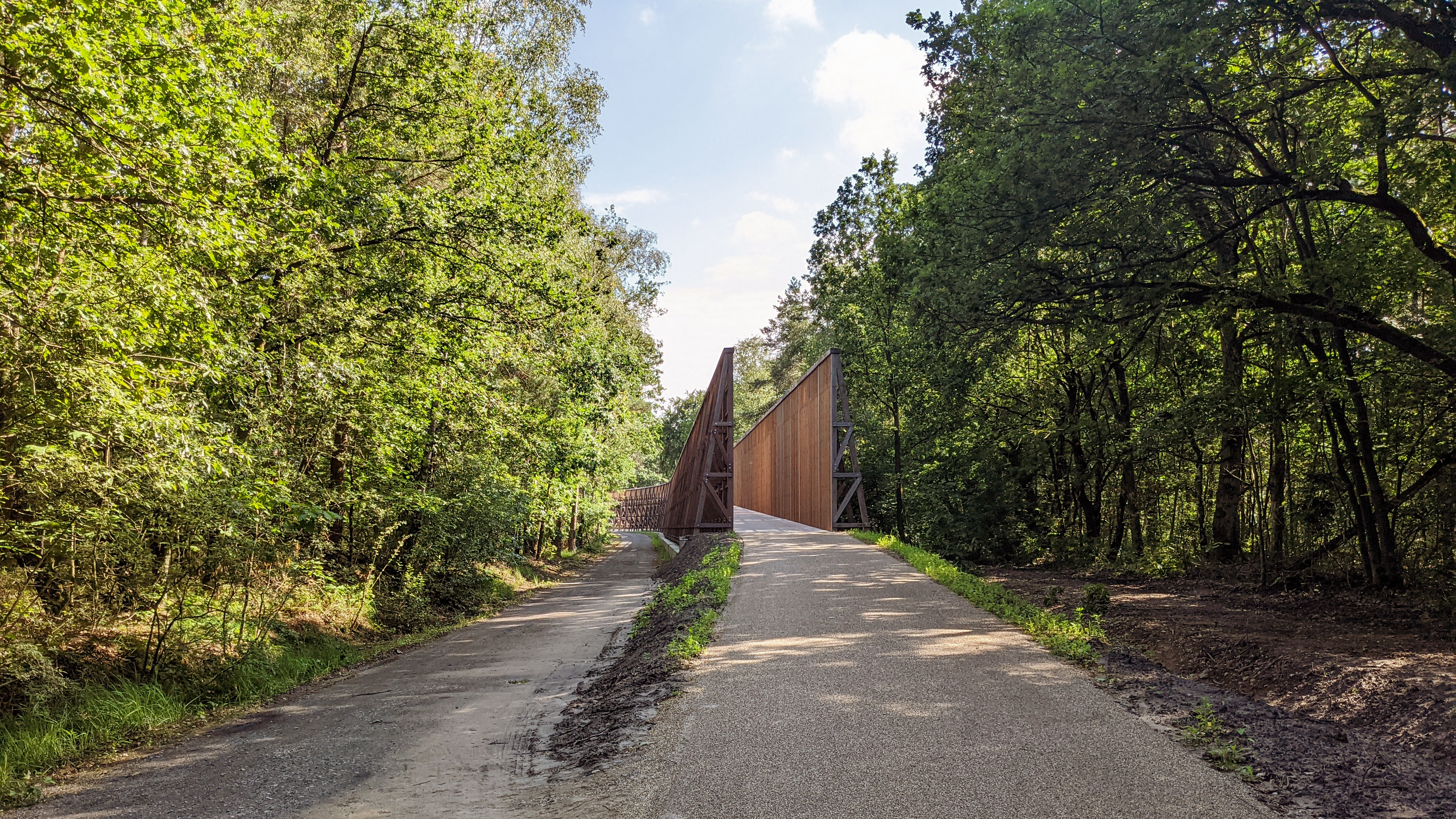
Fietsbrug van

Fietsen door de Heide is een fietspad in het Nationaal Park Hoge Kempen. Dit fietspad in de Mechelse Heide verbindt de fietsknooppunten 550 en 551 via een 300 m lange fietsbrug over de weg naar Zutendaal te Maasmechelen.
De fietsbrug, geopend op 4 juli 2021, ligt aan de noordelijke zijde in de deelgemeente Mechelen-aan-de-Maas en aan de zuidelijke zijde in de deelgemeente Opgrimbie. Het is een panoramabrug, 294 m lang, die een uitzicht biedt over de bos- en heidevlaktes van het nationaal park. Tijdens de week na de opening telde men 15000 fietsers op dit fietspad.
In Belgisch Limburg zijn verder nog te vinden:
- Fietsen door het Water in Bokrijk, aangelegd in 2018
- Fietsen door de Bomen in Hechtel-Eksel, aangelegd in 2019 - Kiefhoekstraat
- Fietsen tussen de Mijnterrils in Lanklaar, aangelegd in 2024

## Galerij

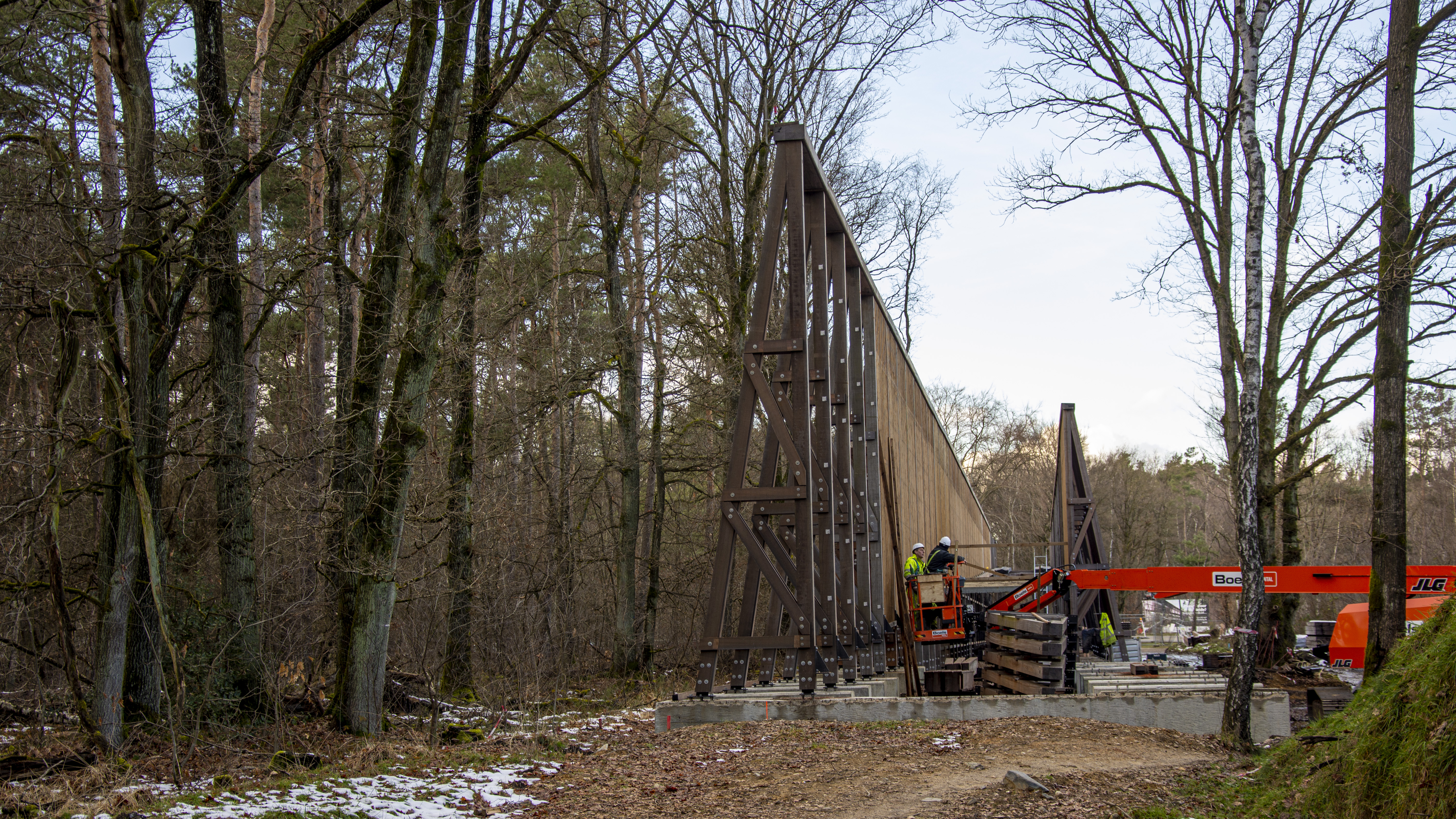
Fietsbrug in aanbouw januari 2021
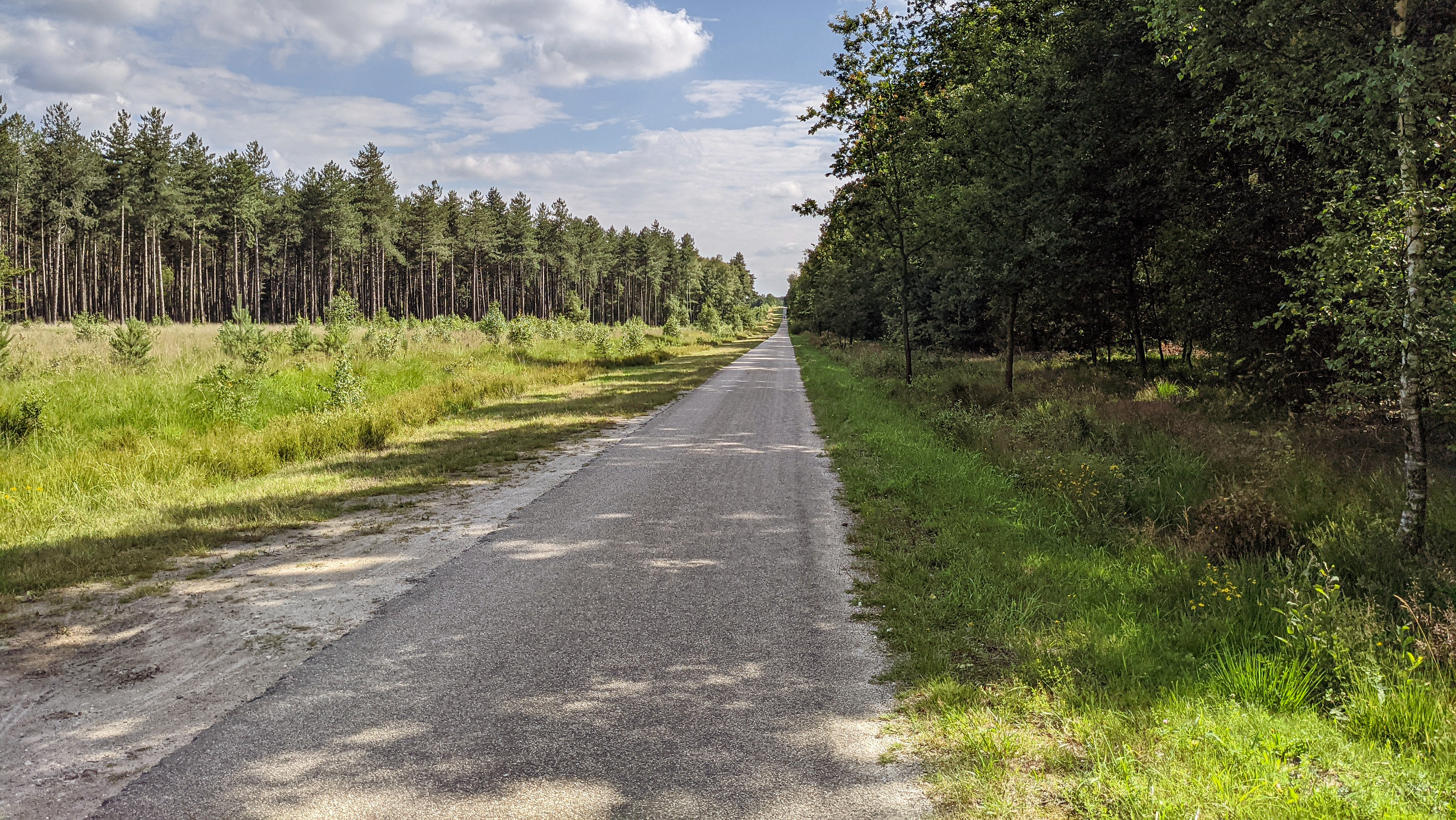
Tussen knooppunt 550 en 551
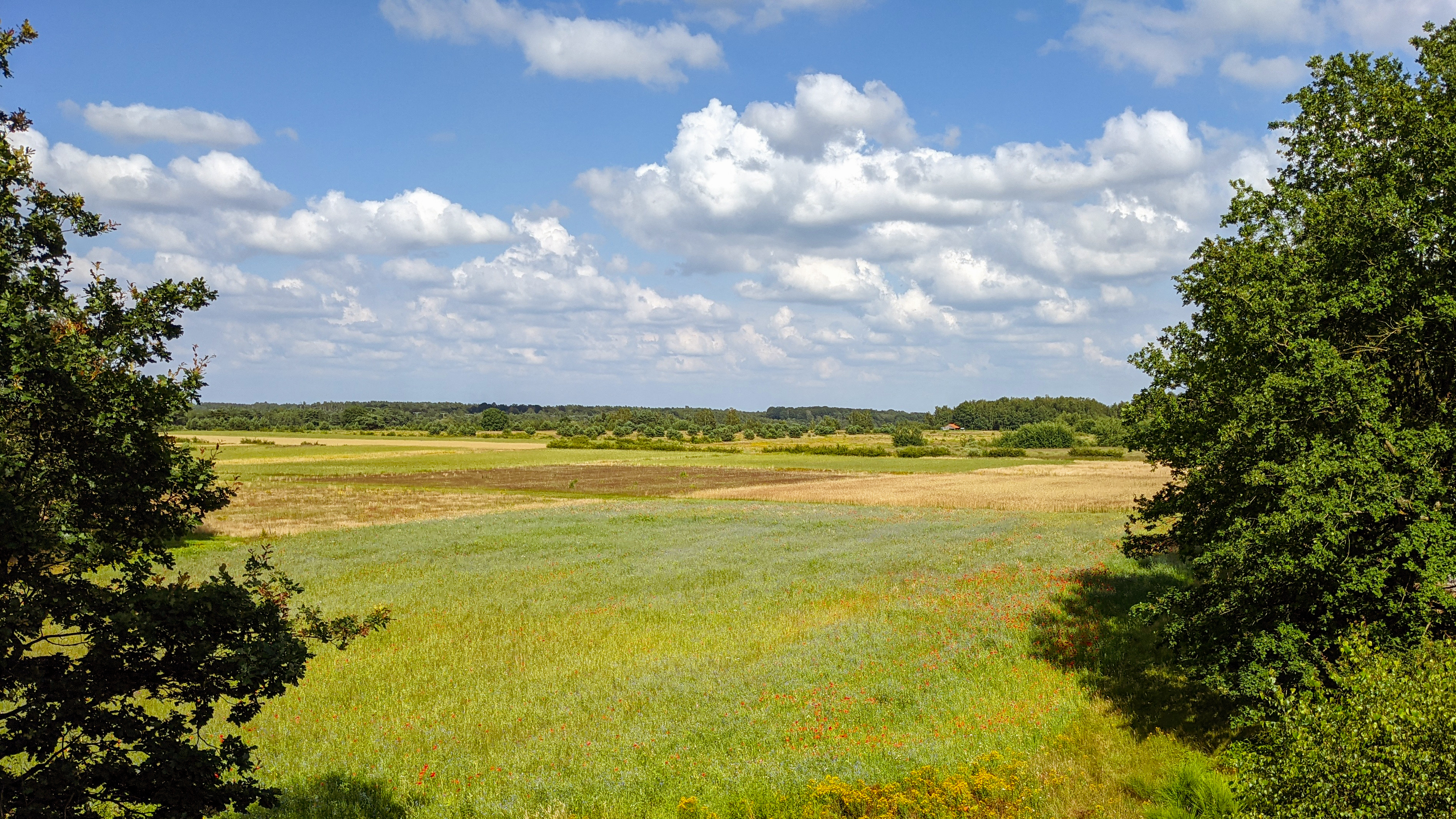
Het uitzicht op de brug
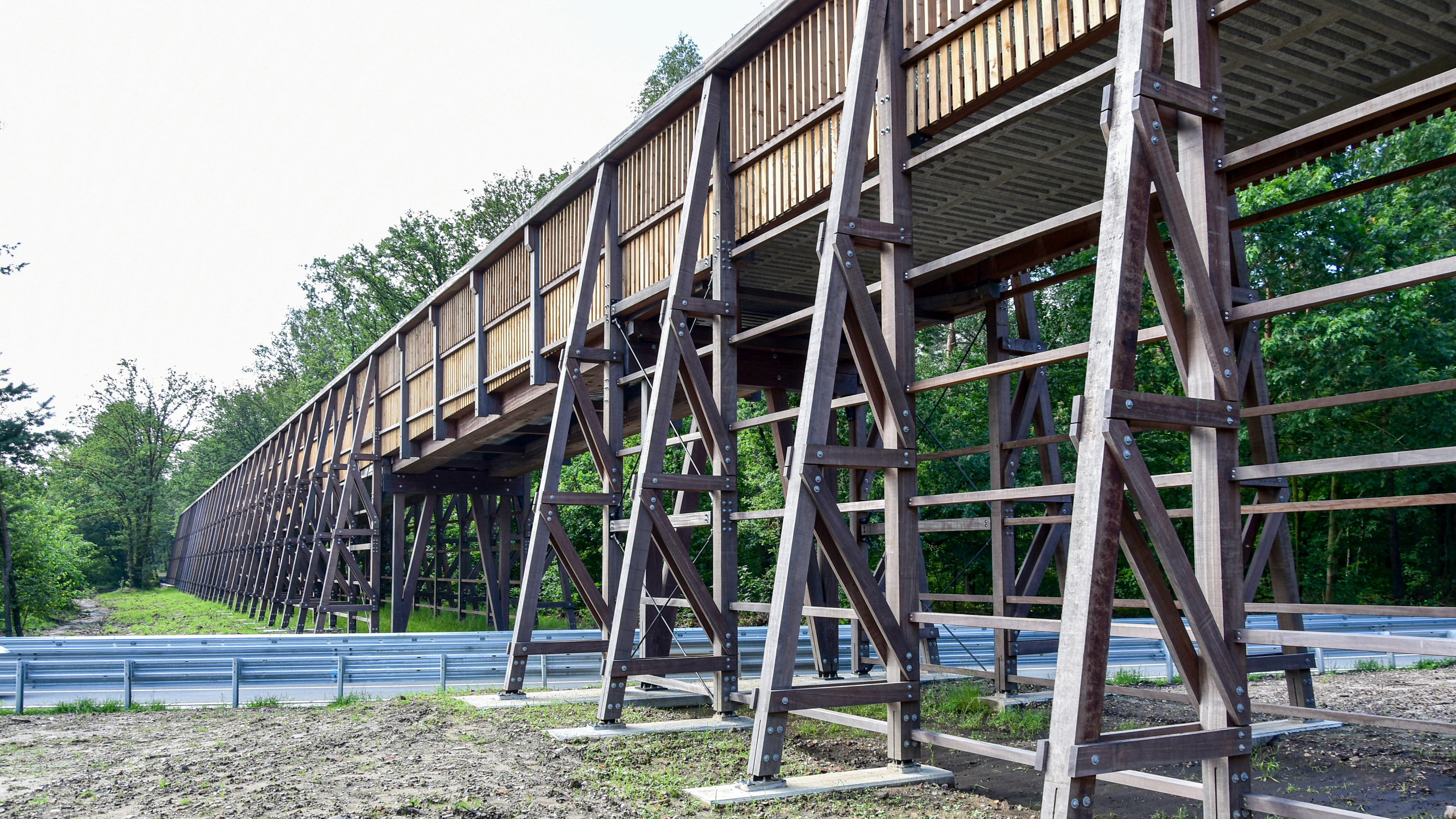
De fietsbrug in juli 2021